# Жечиця (Куявсько-Поморське воєводство)
Жечиця (пол. Rzeczyca) — село в Польщі, у гміні Пйотркув-Куявський Радзейовського повіту Куявсько-Поморського воєводства.
Населення — 135 осіб (2011).
У 1975-1998 роках село належало до Влоцлавського воєводства.

## Демографія
Демографічна структура станом на 31 березня 2011 року:
|          | Загалом | Допрацездатний вік | Працездатний вік | Постпрацездатний вік |
| -------- | ------- | ------------------ | ---------------- | -------------------- |
| Чоловіки | 70      | 15                 | 50               | 5                    |
| Жінки    | 65      | 13                 | 31               | 21                   |
| Разом    | 135     | 28                 | 81               | 26                   |